# Félix Auvray
Félix Auvray (Cambrai, 31 marzo 1800 – Parigi, 11 settembre 1833) è stato un pittore e scrittore francese.

## Biografia
Nato in una famiglia che nutriva interesse per l'arte, Felix andò a studiare all'Accademia di Belle Arti di Valenciennes.
Nel 1820 andò a Parigi diventando alunno del noto pittore francese Antoine-Jean Gros. Félix Auvray era inoltre il fratello del pittore Hippolyte-Alexandre Auvray e dello scultore Louis Auvray.
Realizzò la sua prima esposizione di quadri nel 1824. Nel 1825 intraprese un viaggio in Italia della durata di tre anni, visitando le città di Firenze e Roma, esperienza che gli permise lo sviluppo di nuovi quadri.
La maggior parte delle sue opere si possono osservare presso l'Accademia di Belle Arti di Valenciennes.
Nella sua vita egli si dedicò oltre alla pittura anche alla scrittura e al mestiere di caricaturista. Morì a Parigi alla giovane età di 33 anni.

## Opere
Alcune delle sue opere artistiche:

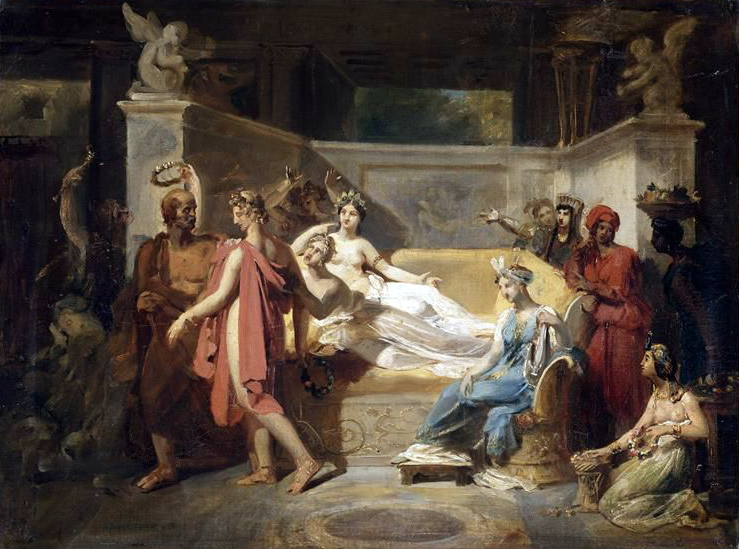
Alcibiade di Félix Auvray
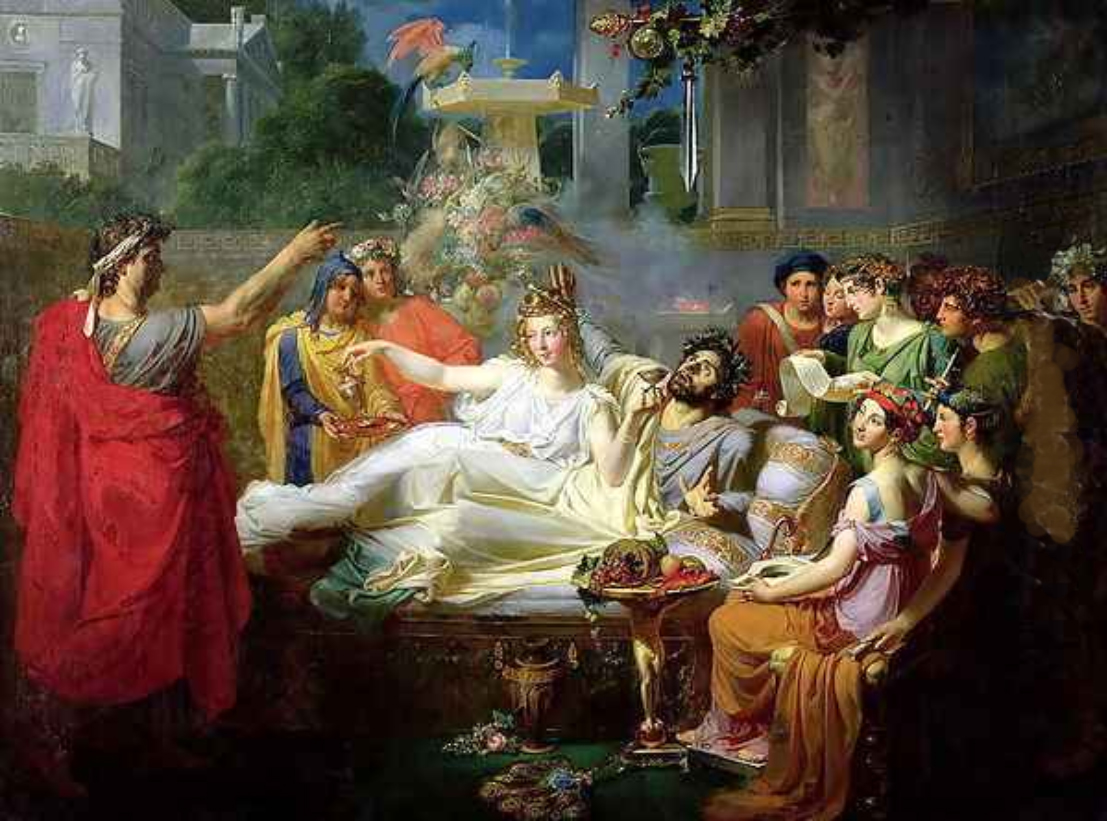
Épée de Damoclès (La Spada di Damocle) di Félix Auvray